# Chapter 1
"Chapter 1" es el estreno del episodio de la sexta temporada de la serie de antología televisiva American Horror Story. Se emitió el 14 de septiembre de 2016 por FX. El episodio fue coescrito por los creadores Ryan Murphy y Brad Falchuk y dirigido por Bradley Buecker.

## Trama
Shelby (Lily Rabe) y Matt (Andre Holland) Miller dan testimonio sobre su vivencia en un programa llamado "My Roanoke Nightmare". Shelby (recreada por Sarah Paulson) tuvo un aborto espontáneo mientras Matt (recreado por Cuba Gooding Jr) estaba gravemente herido después de que un grupo de pandilleros lo golpearan en la calle. Para evitar nuevos atentados ambos se mudan a Carolina del Norte donde encuentran una casa de campo colonial. Intrigados por la casa realizan su compra, superando la oferta de una familia hostil de lugareños llamada la familia Polk. Shelby tiene una clara negación hacia la casa. Una noche un grito en el exterior de la casa los interrumpe en el dormitorio, Matt investiga la destrucción del exterior y asume que fue obra de la familia de lugareños: Los Polk. Tiempo después Shelby escucha caer granizo sobre la casa, lo que resultó ser dientes humanos cayendo del cielo; los dientes desaparecen del lugar después de la lluvia. Una noche Shelby es atacada en el jacuzzi mientras Matt está trabajando, diciendo que unas personas con vestimentas coloniales trataron de ahogarla. Matt llama a su hermana, Lee (Adina Porter, recreada por Angela Bassett), quien anteriormente fue policía, para que les haga compañía. Ambas son encerradas en el sótano de la casa al tratar de descubrir de dónde vienen unos ruidos. Cuando logran escapar, la casa ha sido cubierta de misteriosos muñecos coloniales colgando del techo. Shelby, aterrada, escapa del lugar; en la carretera atropella a una mujer quien desaparece en el bosque. Shelby trata de encontrarla, pero se pierde y es encontrada por un grupo de colonos. Un hombre con parte de su cerebro descubierto aparece de la nada, haciendo que Shelby grite aterrada.
- Datos: Q27230535